# Minori Chihara Live 2012 "SUMMER CAMP 4"
『Minori Chihara Live 2012 "SUMMER CAMP 4"』（ミノリ チハラ ライブ にせんじゅうに サマーキャンプ フォー）は、2012年8月4日、8月5日に河口湖ステラシアターで開催された茅原実里の4回目の野外ライブ。ライブテーマは「南国パラダイス」。

## 概要
2012年8月4日、8月5日に開催。本コンサートの正式名称は『アニメロミックス Presents Minori Chihara Live 2012 "SUMMER CAMP 4" supported by JOYSOUND×UGA』である。「SUMMER CAMP」を河口湖ステラシアターで開催するのは2009年8月2日に開催された『Minori Chihara Live 2009 "SUMMER CAMP"』から4年連続。
テーマソングとして15枚目のシングル「ZONE//ALONE」に収録された「灼熱PARADISE」が起用されている。「SUMMER CAMP」にテーマソングが設けられるのは本コンサートが初。
本コンサートの開催は、2012年6月16日に幕張メッセで開催された『アニメロミックス Presents Minori Chihara Live 2012 supported by JOYSOUND×UGA ULTRA-Formation』で発表された。
『Minori Chihara Live 2009 "SUMMER CAMP"』から実施されているSUMMER CAMP専用バスツアー「Minori Chihara Live 2012 "SUMMER CAMP 4" Voyager bus OFFICIAL BUS TOUR」が新宿、名古屋、新大阪からそれぞれ運行された。同ツアーの特典として会場オフィシャルグッズの事前予約の権利、限定ブロマイドの配布、7月30日にリハーサル現場で撮影された茅原とCMBのメンバーによる車内コメント映像が放映された。
茅原実里と富士急行のコラボレーション企画『茅原実里×富士急行 "SUMMER CAMP4" 開催記念企画』として8月4日、8月5日のコンサート開催期間限定でオリジナルヘッドマーク掲出、車内広告がSUMMER CAMP4仕様の特別編成『みのり編成』が運行、会場の河口湖ステラシアターの最寄駅である富士急行線河口湖駅の発着ナレーションを茅原が担当した。また、特別編成『みのり編成』を使用した臨時快速列車「Voyager train みのり号」が運行され、三つ峠駅〜寿駅間の観光放送のナレーションを茅原が担当した。
2012年8月1日からJアニ!で『SUMMER CAMP ALBUM!』という企画が開催され、リハーサル風景、オフショット写真で構成される「公式アルバム」、ファンが投稿した写真で構成される「ファンアルバム」が行われた。
2012年8月4日に開催された1日目の模様はニコニコ生放送で『完全中継! MINORI CHIHARA LIVE 2012 "SUMMER CAMP 4"』において完全生中継された。
スペシャルコーナーとして『アコースティックコーナー』、『楽器全シャッフルコーナー』が設けられ、『アコースティックコーナー』ではボサノバ風の「ステラステージ」、ラテン風の「君がくれたあの日」を披露した。『楽器全シャッフルコーナー』ではメンバーの楽器を全シャッフルし「Perfect energy」の演奏を披露した。担当楽器はボーカルを鍋嶋圭一、ギターを山本直哉、茅原実里、ベースを馬場一人、キーボードを髭白健、ヴァイオリンを寺田志保、ドラムを大先生室屋が担当した。
本コンサートで6月16日、6月17日に幕張メッセで開催された『アニメロミックス Presents Minori Chihara Live 2012 supported by JOYSOUND×UGA ULTRA-Formation/PARTY-Formation』の映像商品の発売日、16枚目のシングル「SELF PRODUCER」の発売、11月18日にさいたまスーパーアリーナで開催された『アニメロミックス Presents Minori Chihara Birthday Live 2012 supported by JOYSOUND』の開催を発表した。
本コンサートのライブグッズとしてチャリティーグッズのリストバンドが販売され、売り上げは2011年3月11日の東日本大震災の義援金として『STAND UP! JAPAN 中央共同募金会』に寄付された。
本コンサートの8月5日公演の模様を収録したBlu-ray Discが2013年8月3日、8月4日に河口湖ステラシアターで開催された『アニメロミックス Presents Minori Chihara Live 2013 "SUMMER DREAM"』で先行販売された。

## 出演
| 名前       | 担当      |
| ---------- | --------- |
| 茅原実里   | Vocal     |
| 山本直哉   | Bass      |
| 室屋光一郎 | Violin    |
| 鍋嶋圭一   | Guitar    |
| 馬場一人   | Guitar    |
| 寺田志保   | Keyboards |
| 髭白健     | Drums     |

## セットリスト
|             | 8月7日                             | 8月8日                             |
| ----------- | ---------------------------------- | ---------------------------------- |
| 01          | ZONE//ALONE                        | ZONE//ALONE                        |
| 02          | 灼熱PARADISE                       | 灼熱PARADISE                       |
| 03          | Tomorrow's chance                  | Tomorrow's chance                  |
| 04          | ふたりのリフレクション             | Love Medicine*                     |
| 05          | Cynthia                            | 夏を忘れたら                       |
| 06          | Forever Memories                   | Forever Memories                   |
| 07          | 雨上がりの花よ咲け                 | 雨上がりの花よ咲け                 |
| 08          | Best mark smile                    | Lush march!!                       |
| 09          | ステラステージ 〜ボサノバArr.〜    | ステラステージ 〜ボサノバArr.〜    |
| 10          | 君がくれたあの日 〜ラテンArr.〜    | 君がくれたあの日 〜ラテンArr.〜    |
| 11          | Perfect energy（メンバーチェンジ） | Perfect energy（メンバーチェンジ） |
| 12          | FUTURE STAR                        | FUTURE STAR                        |
| 13          | 純白サンクチュアリィ               | 純白サンクチュアリィ               |
| 14          | 赤い棘のギルティ                   | 赤い棘のギルティ                   |
| 15          | animand〜agitato                   | animand〜agitato                   |
| 16          | TERMINATED                         | TERMINATED                         |
| 17          | Paradise Lost                      | Paradise Lost                      |
| 18          | HYPER NEW WORLD                    | Freedom Dreamer                    |
| アンコール  |                                    |                                    |
| 19          | みのりん☆サーフィン                | みのりん☆サーフィン                |
| 20          | SUMMER CARNIVAL 〜みのりんサンバ〜 | SUMMER CARNIVAL 〜みのりんサンバ〜 |
| 21          | Sunshine flower                    | Sunshine flower                    |
| Wアンコール |                                    |                                    |
| 22          | みのりん音頭                       | 一等星                             |

## 会場限定CD
2012年8月11日にLantis OFFICIAL WEB SHOPから発売された。また、2012年8月4日、8月5日に河口湖ステラシアターで開催された『Minori Chihara Live 2012 "SUMMER CAMP 4"』で先行販売が行われた。
カップリング曲の「ステラステージ〜Summer Acoustic Version〜」は、7枚目のシングル「PRECIOUS ONE」に収録された「ステラステージ」のアコースティックバージョンである。
2012年7月20日にYouTube、ニコニコ動画のLantis公式ちゃんねる『Lantisちゃんねる』から試聴動画が配信された。
収録曲
（全編曲：菊谷知樹）
1. みのりん☆サーフィン
作詞：茅原実里、作曲：俊龍
プロデューサーの斎藤滋から「浮かれポンチの曲」と発注されて作詞を行ったという[21]。
観客と一緒に歌う、踊れる「SUMEMR CAMP 4」を盛り上げるスペシャルソングであり[23]、合いの手の部分は自身のサポートバンド「CMB」のメンバーの山本直哉、室屋光一郎、鍋嶋圭一、馬場一人、寺田志保、髭白健が参加している[20]。
2. ステラステージ〜Summer Acoustic Version〜
作詞：こだまさおり、作曲：白戸佑輔
3. みのりん☆サーフィン（off vocal）
4. ステラステージ〜Summer Acoustic Version〜（off vocal）

## Blu-ray Disc
2013年8月3日、8月4日に河口湖ステラシアターで開催された『アニメロミックス Presents Minori Chihara Live 2013 "SUMMER DREAM"』で先行販売された。
8月5日の模様を収録している。また、特典CDとして「SUMMER CAMP」で会場限定、会場先行販売されたCDのベストアルバム『SUMMER CAMP THE BEST ALBUM 〜SUMMER MEMORIES〜』が同梱されている。

### 収録内容
| 01       | OPENING                                    |
| 02       | ZONE//ALONE                                |
| 03       | 灼熱PARADISE                               |
| 04       | MC1                                        |
| 05       | Tomorrow's chance                          |
| 06       | Love Medicine*                             |
| 07       | 夏を忘れたら                               |
| 08       | MC2                                        |
| 09       | Forever Memories                           |
| 10       | 雨上がりの花よ咲け                         |
| 11       | Lush march!!                               |
| 12       | MC3                                        |
| 13       | ステラステージ 〜Summer Acoustic Version〜 |
| 14       | 君がくれたあの日 〜ラテン Arr.〜           |
| 15       | MC4                                        |
| 16       | Perfect energy                             |
| 17       | MC5                                        |
| 18       | FUTURE STAR                                |
| 19       | Instrumental                               |
| 20       | 純白サンクチュアリィ                       |
| 21       | MC6                                        |
| 22       | 赤い棘のギルティ                           |
| 23       | animand〜agitato                           |
| 24       | TERMINATED                                 |
| 25       | Paradise Lost                              |
| 26       | MC7                                        |
| 27       | Freedom Dreamer                            |
| ENCORE   |                                            |
| 28       | みのりん☆サーフィン                        |
| 29       | MC8                                        |
| 30       | SUMMER CARNIVAL 〜みのりんサンバ〜         |
| 31       | MC9                                        |
| 32       | Sunshine flower                            |
| W-ENCORE |                                            |
| 33       | 一等星 〜Acoustic Ver.〜                   |
| 34       | ENDING                                     |

### Special CD
| #         | タイトル                                       | 作詞         | 作曲      | 編曲      | 時間  |
| --------- | ---------------------------------------------- | ------------ | --------- | --------- | ----- |
| 1.        | 「一等星」                                     | 茅原実里     | 茅原実里  | 須藤賢一  | 5:15  |
| 2.        | 「SUMMER CARNIVAL 〜みのりんサンバ〜」         | こだまさおり | 俊龍      | 菊谷知樹  | 4:46  |
| 3.        | 「みのりん音頭」                               | 畑亜貴       | 俊龍      | 須藤賢一  | 4:07  |
| 4.        | 「みのりん☆サーフィン」                        | 茅原実里     | 俊龍      | 菊谷知樹  | 5:18  |
| 5.        | 「ステラステージ 〜Summer Acoustic Version〜」 | こだまさおり | 白戸佑輔  | 菊谷知樹  | 4:47  |
| 合計時間: | 合計時間:                                      | 合計時間:    | 合計時間: | 合計時間: | 23:33 |